# Варменау
Варменау (нем. Warmenau) — река в Германии, протекает по земле Северный Рейн-Вестфалия. Площадь бассейна реки составляет 78,96 км². Длина реки — 18,5 км. Является южным правым притоком реки Эльзе. Протекает в основном по границам вестфальских районов Гютерсло и Херфорд по направлению к нижнесаксонскому району Оснабрюк и впадает в Эльзе между нижнесаксонским Мелле и вестфальским Бюнде.

## Течение
Варменау начинается на северо-восточном склоне горной гряды Тевтобургский Лес в районе Гютерсло. Её исток находится на севере города Вертер на высоте около 122 м над уровнем моря, между улицей жилого массива Герхарт-Хауптманн-Штрассе на западе и улицей Эш на востоке. Всего в 2,3 км Варменау находится исток реки Шварцбах.
Первоначально Варменау течет на север среди сельских территорий Хегер на востоке и Ротенхаген на западе. После впадения в Варменау её левого притока Фоссхайде (Voßheide), она достигает границы с Нижней Саксонией, по которой протекает между Хенгстенбергом в вестфальском районе Херфорд, по территории посёлка Бардюттингдорф (юго-восточная часть города Шпенге, и Нойенкирхеном, являющимся городской частью Мелле (район Оснабрюк в Нижней Саксонии. Злесь река устремляется на северо-восток.

## Название
Также была известна как «Warmina», «Wormeonow» (987), «Wermana» (1005) или «Wermenou».